# پیری ترانزیستور
پیری ترانزیستور (به انگلیسی: Transistor aging) (گاهی پیری سیلیکونی (به انگلیسی: silicon aging) نامیده می‌شود) فرآیندی است که ترانزیستورهای سیلیکونی در طول زمان هنگام استفاده دچار نقص می‌شوند و عملکرد و قابلیت‌اطمینان را کاهش می‌دهند و درنهایت به کلی از کار می‌افتند. برخلاف نام، سازوکارهای مشابه ممکن است بر ترانزیستورهای ساخته شده از هر نوع نیم‌رسانا تأثیر بگذارد. سازندگان این (و همچنین نقص‌های تولیدی) را با راه‌اندازی تراشه‌ها با سرعت‌های پایین‌تر از توانایی اولیه (زیرکلاک‌زنی) جبران می‌کنند.

## علل
علل اصلی پیری ترانزیستور در ماسفت‌ها مهاجرت الکتریکی و به‌دام‌اندازی بار است.
مهاجرت الکتریکی به حرکت یون‌ها گفته می‌شود که توسط تکانه ناشی از انتقال الکترون‌ها در رسانا ایجاد می‌شود. این منجر به تخریب مواد، ایجاد اشکالات بینابینی (به انگلیسی: intermittent) که تشخیص آنها بسیار دشوار است، و درنهایت شکست می‌شود.
به‌دام‌اندازی بار مربوط به شکست اکسید گیت وابسته به زمان است و به صورت افزایش مقاومت و ولتاژ آستانه (ولتاژ مورد نیاز برای هدایت ترانزیستور) و کاهش جریان درین ظاهر می‌شود. این کارکرد تراشه را در طول زمان کاهش می‌دهد، تا زمانی که درنهایت آستانه‌ها فروپاشی کنند. به‌دام‌اندازی بار به روش‌های مختلفی رخ می‌دهد:
- تزریق حامل داغ (HCI) جایی است که الکترون‌ها انرژی کافی برای نشت به اکسید به‌دست می‌آورند و در آنجا گیر می‌افتند و احتمالاً به آن آسیب می‌رسانند.
- نویز تلگرافی تصادفی (RTN) نیز می‌تواند ایجاد شود، جایی که جریان درین بین چندین سطح گسسته در نوسان است و با افزایش دما بدتر می‌شود.
- ناپایداری دمایی بایاس (BTI) جایی است که وقتی ولتاژ به گیت اعمال می‌شود، بار به اکسید نشت می‌کند، حتی بدون اینکه جریانی از ترانزیستور عبور کند. هنگامی که ولتاژ از گیت حذف می‌شود، بارها به تدریج بین میلی‌ثانیه یا چندساعت از بین می‌روند.

به‌دام‌اندازی بار توسط جان سدون و تینگ ال چو به‌عنوان وسیله‌ای مناسب برای ذخیره اطلاعات دیجیتال تعیین شد و در فناوری‌های حافظه فلش سونوس، بیت‌آینه‌ای و نَند سه‌بُعدی (فلش تله بار) توسعه یافت.